# جبل شثاث
جبل شثاث يقع جبل شثاث في محافظة ظهران الجنوب التابعة لمنطقة عسير بالسعودية. ويعتبر هذا الجبل من أحد أميز معالم ظهران الجنوب بلونه الأسود المائل للزرقة وارتفاعه العالي، وموقعه الذي يقع على مدخل ظهران من ناحية أبها.